# فرودگاه شهرستان مک‌کوم–پایک
فرودگاه شهرستان مک‌کوم-پایک (به انگلیسی: McComb-Pike County Airport) (به زبان بومی: John E. Lewis Field) یک فرودگاه همگانی بهره‌برداری هوایی با کد یاتا MCB است که یک باند فرود آسفالت دارد و طول باند آن ۱۵۲۴ متر است. این فرودگاه در کشور ایالات متحده آمریکا قرار دارد و در ارتفاع ۱۲۶ متری از سطح دریا واقع شده‌است.